# Kumbadjena shannonensis
Kumbadjena shannonensis är en klomaskart som beskrevs av Reid 2002. Kumbadjena shannonensis ingår i släktet Kumbadjena och familjen Peripatopsidae. Inga underarter finns listade i Catalogue of Life.